# Tainach
Tainach (slowenisch Tinje) ist ein Ort und eine Katastralgemeinde der Kärntner Großgemeinde Völkermarkt. Der 570 Einwohner (Stand 1. Jänner 2025) zählende Ort liegt etwa 10 Kilometer südwestlich des Stadtzentrums von Völkermarkt.

## Geschichte

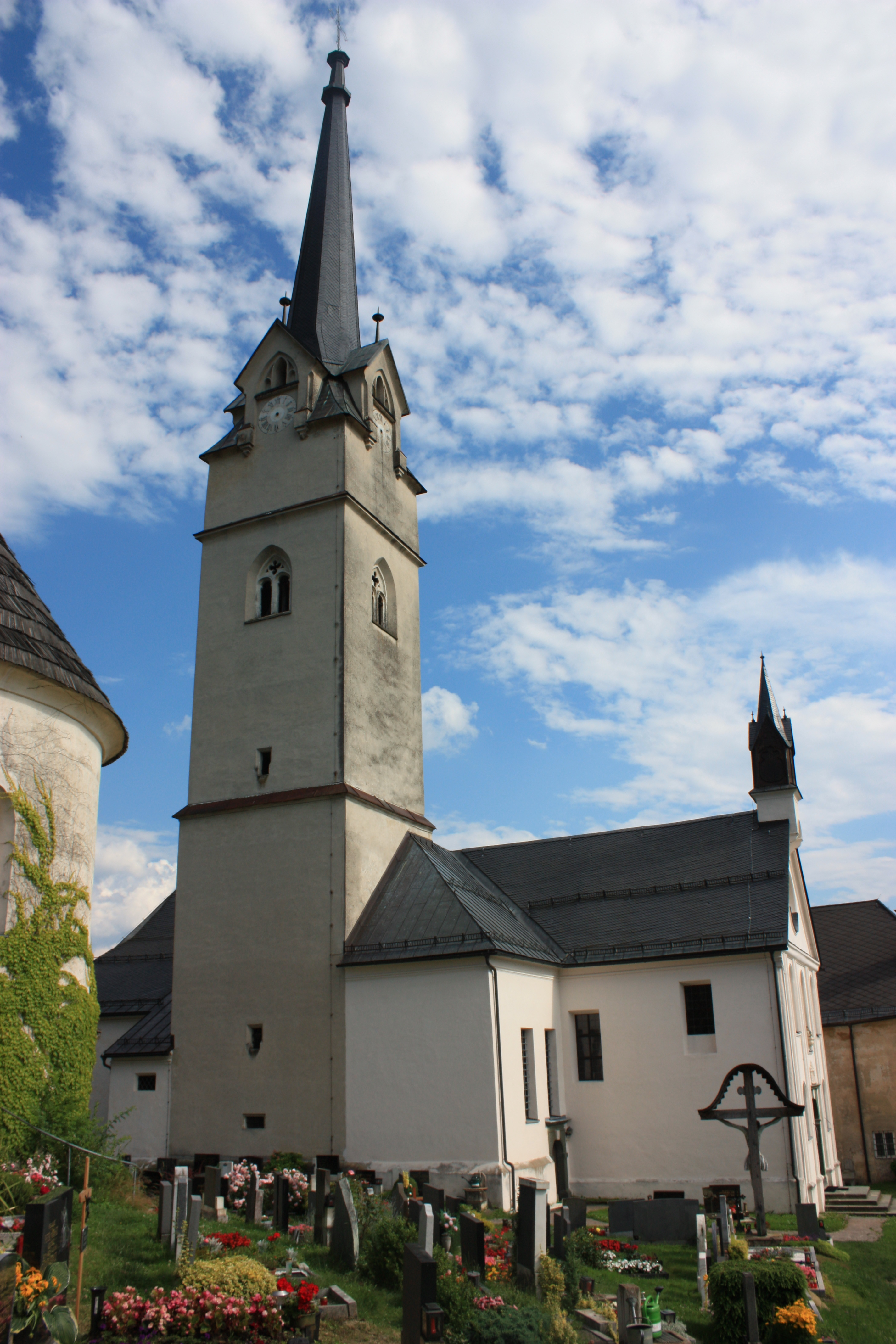
Pfarrkirche Mariae Himmelfahrt und hl. Valentin

Tainach wurde als Tinach im Jahr 1176 erstmals urkundlich erwähnt, als der Gurker Bischof Roman II. eine Hube in Reinsberg gegen zwei zum Spital gehörige Huben in Tainach eintauschte. Zuvor schienen bereits 1123/30 Ruoprecht und Eberlin de Tinach in Urkunden auf.
Die Entstehung der Ortsbezeichnung lässt zwei unterschiedliche Deutungen zu: Tina ist eine Abkürzung für von Valentin, und die Kirche wurde auch dem Hl. Valentin geweiht. Der Ort wurde früher auch Valentainach geschrieben. Die andere Erklärung ist die Ableitung vom altslowenischen Tyn, was einen befestigten Ort bezeichnet. Der Hügel über der Tainacher Kirche erscheint heute noch sichtbar befestigt. Ein Pfarrer von Tainach wurde in den Jahren 1185 und 1195 erwähnt, als Pfarre wurde Tainach in einer im Jahr 1203 gefälschten (auf die Zeit 1135–1143 rückdatierten) Urkunde genannt. 1231 wurde die Pfarre dem Völkermarkter Kapitel unterstellt. Sie war reich begütert und hatte einen sehr großen Umfang: Noch im 17. Jahrhundert waren 17 Filialkirchen der Pfarre unterstellt.
Bei der Bildung von politischen Gemeinden im Jahr 1850 wurde Tainach eigenständige Ortsgemeinde. Anlässlich der Gemeindereform 1973 wurde Tainach nach Völkermarkt und teilweise nach Grafenstein eingemeindet.

## Ortschaften der Altgemeinde Tainach
Die Altgemeinde Tainach /Tinje umfasste folgende neun Ortschaften (mit slowenischer Entsprechung) (in Klammern Einwohnerzahl Stand 2001):
| - Admont (Volmat) (41) - Drauhofen (Dravski Dvor) (72) - Dullach II (Dole pri Tinjah) (86) - Höhenbergen (Homberk) (65) - Hungerrain (Lačni Breg) (66) - Lassein (Lesine) (54) - Ruppgegend (Pri Rupu) (13) - Tainach (Tinje) (600) - Tainacherfeld (Tinjsko Polje) (23) |

## Pfarrkirche Mariae Himmelfahrt und hl. Valentin
Die Pfarrkirche Mariae Himmelfahrt und hl. Valentin ist ein im Kern gotischer Bau des frühen 15. Jahrhunderts mit einem mächtigen Nordturm mit Spitzhelm. Sie erhielt nach einem Brand 1660 und zwischen 1756 und 1780 eine neue Fassade sowie an der Nordseite einen Sakristeianbau. Nach einem weiteren Brand im Jahr 1853 wurde sie im neugotischen Stil renoviert. 1996 wurde das Steinplattldach neu gedeckt und 1998 die Altäre restauriert. Deckenfresko von Eustachius Gabriel.

## Katholisches Bildungshaus (Katoliški dom prosvete Sodalitas)

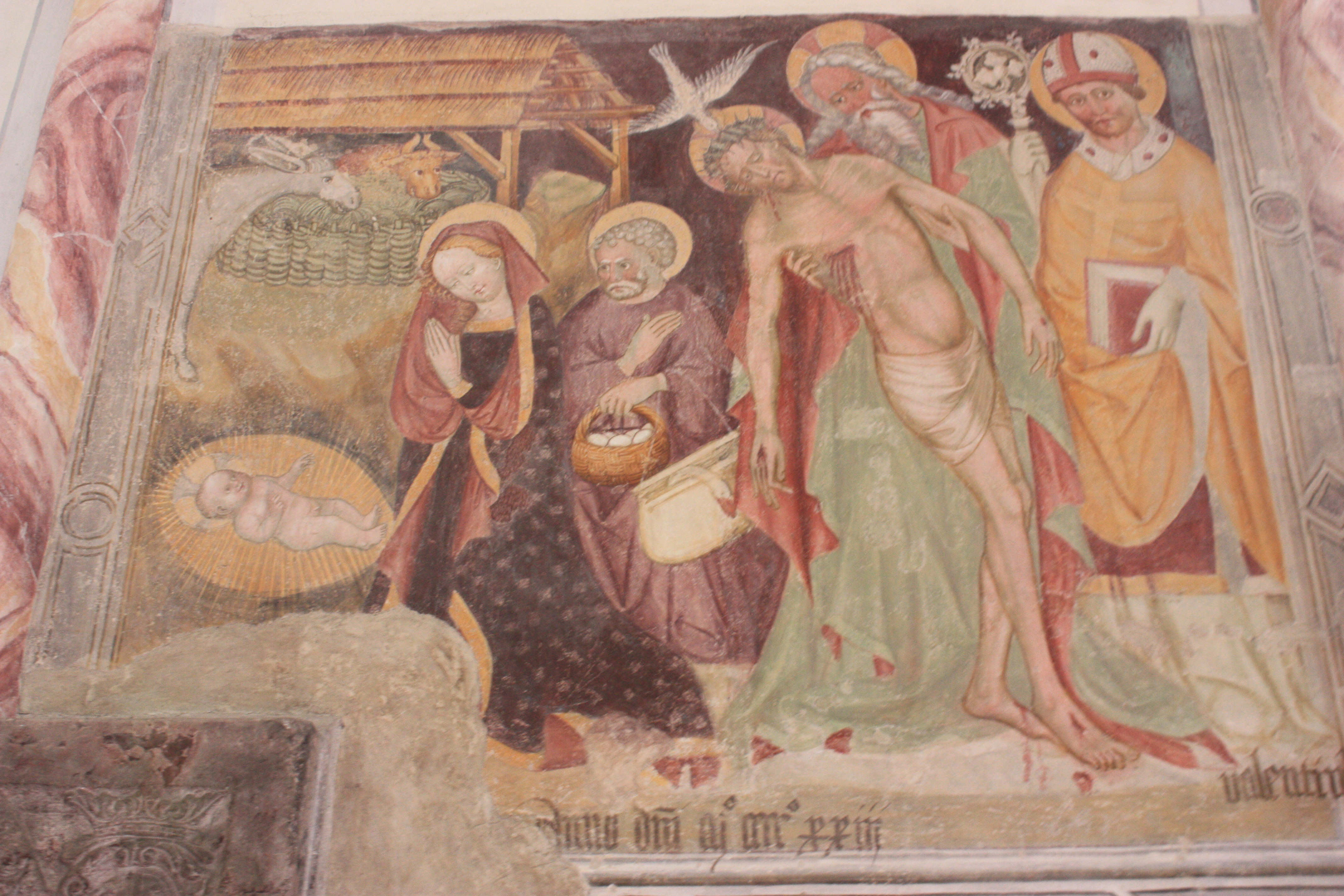
Fresko in der Pfarrkirche von Tainach

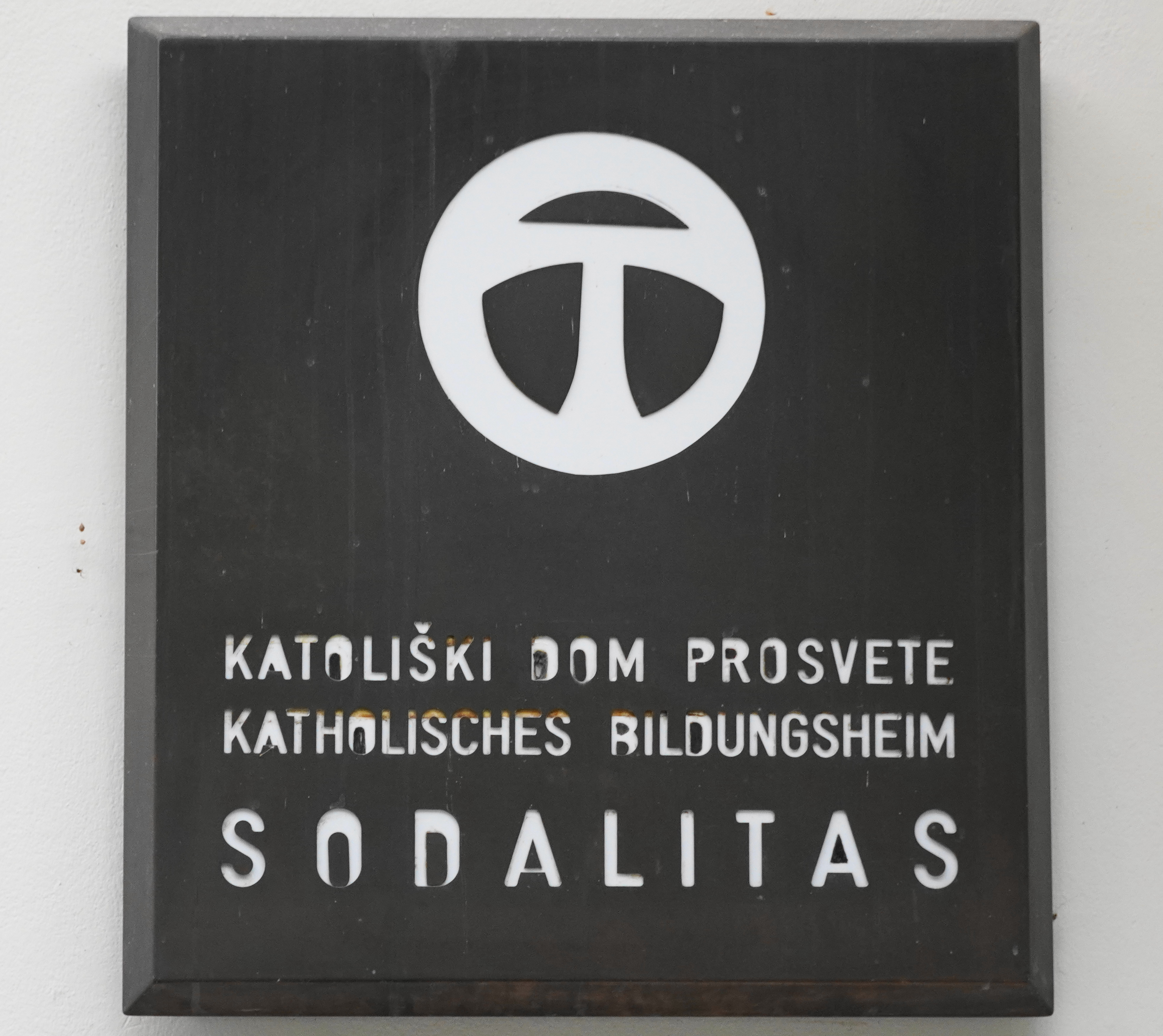
Katholisches Bildungshaus Tainach (Katoliški dom prosvete Sodalitas)

Tainach ist das Zentrum einer der bedeutendsten slowenischen, heute interkulturellen katholischen Bildungseinrichtungen des Jauntals: des Katholischen Bildungshauses / Katoliški dom prosvete Sodalitas. Dessen Ursprünge gehen auf die Zwischenkriegszeit zurück, als im Zuge der Grenzfrage 1918/1920 einerseits ein Teil der slowenischen Intelligenz das Land verließ und andererseits die slowenische Tradition der Volksbildung wieder auflebte, wie sie zuvor von der Hermagoras-Bruderschaft bei ihrer Gründung 1851 durch den seliggesprochenen Anton Martin Slomšek unter Bezugnahme auf die anzestrale Tradition der slowenischen Volkspoeten Bukovniki konzipiert worden war. Die Wahl der Örtlichkeit ist auch damit zu erklären, dass Tainach und dessen Umland in dieser Zeit noch weitgehend slowenischsprachig war und das nördliche Jauntal ebenso wie die Klagenfurter Ebene unmittelbar zu versorgen im Stande war. Erste Exerzitienkurse wurden im Propsteihof von Tainach/Tinje 1929 abgehalten. Nach der Befreiung vergingen wieder fast zehn Jahre, so dass 1954 der Bäuerliche Bildungshof gegründet wurde, der zunächst vornehmlich in den Wintermonaten landwirtschaftliche Lehrgänge für die bäuerliche Jugend durchführte. Auf Initiative des Prälaten Rudolf Blüml sowie mit Hilfe der finanziellen Mittel aus der Hinterlassenschaft des Priesters Alojzij Kuhar errichtete die Priestergemeinschaft Sodalitas neben dem Propsteigebäude ein eigenes Exerzitien- und Bildungshaus, das 1961 eröffnet wurde. Seitdem wurde es mit Unterstützung der Bevölkerung 1981 und 1994 vergrößert und modernisiert. Die Staatspräsidenten Österreichs und Sloweniens sowie zahlreiche andere Persönlichkeiten beehrten das Haus und seine Träger, das auch eine Sammlung moderner slowenischer Kunst aus Kärnten und eine Galerie beherbergt. In der Tradition der slowenischen Volksbildung wirkt die Sodalitas auch auf österreichischer Ebene im Rahmen der 1954 gegründeten Arbeitsgemeinschaft der Bildungshäuser Österreichs. Zahlreiche Seminare und Veranstaltungen bieten nunmehr das ganze Jahr ein Programm in beiden Landessprachen.

## Der slowenische Dialekt
Tainach (Tinje) zählt historisch zum slowenischen Dialektbereich des Klagenfurter Feldes (poljanski govor oz. poljanščina Celovškega Polja), an dessen Ostrand es liegt. Es ist dies ein Übergangsdialekt zwischen den slowenischen Dialekten des Jauntals (podjunščina) und des Rosentals (rožanščina). Als besondere Variante des slowenischen Rosentaler Dialekts hat ihn bereits Johann Scheinigg 1882 identifiziert, was in der dialektologischen Studie von Katja Sturm-Schnabl aufgrund von Feldforschungen bestätigt werden konnte. Scheinigg unterteilt in ihrem Werk „Die Assimilation...“ den slowenischen Rosentaler Dialekt in drei geographische Gebiete: Das Untere Rosental, das Obere Rosental sowie die Klagenfurter Ebene. Zum letztgenannten Gebiet meint sie: „...Die dritte Unter-Mundart herrscht in der Ebene um Klagenfurt (kl.), sie hat mit der ersten die Aussprache des e und o gemein, unterscheidet sich aber von den beiden vorhergehenden durch die häufige Zurückziehung des Akzentes, wo ihn jene auf den Endsilben haben; dies gilt namentlich vom Neutrum der Substantive und Adjektive, z. B. […]“.

## Persönlichkeiten

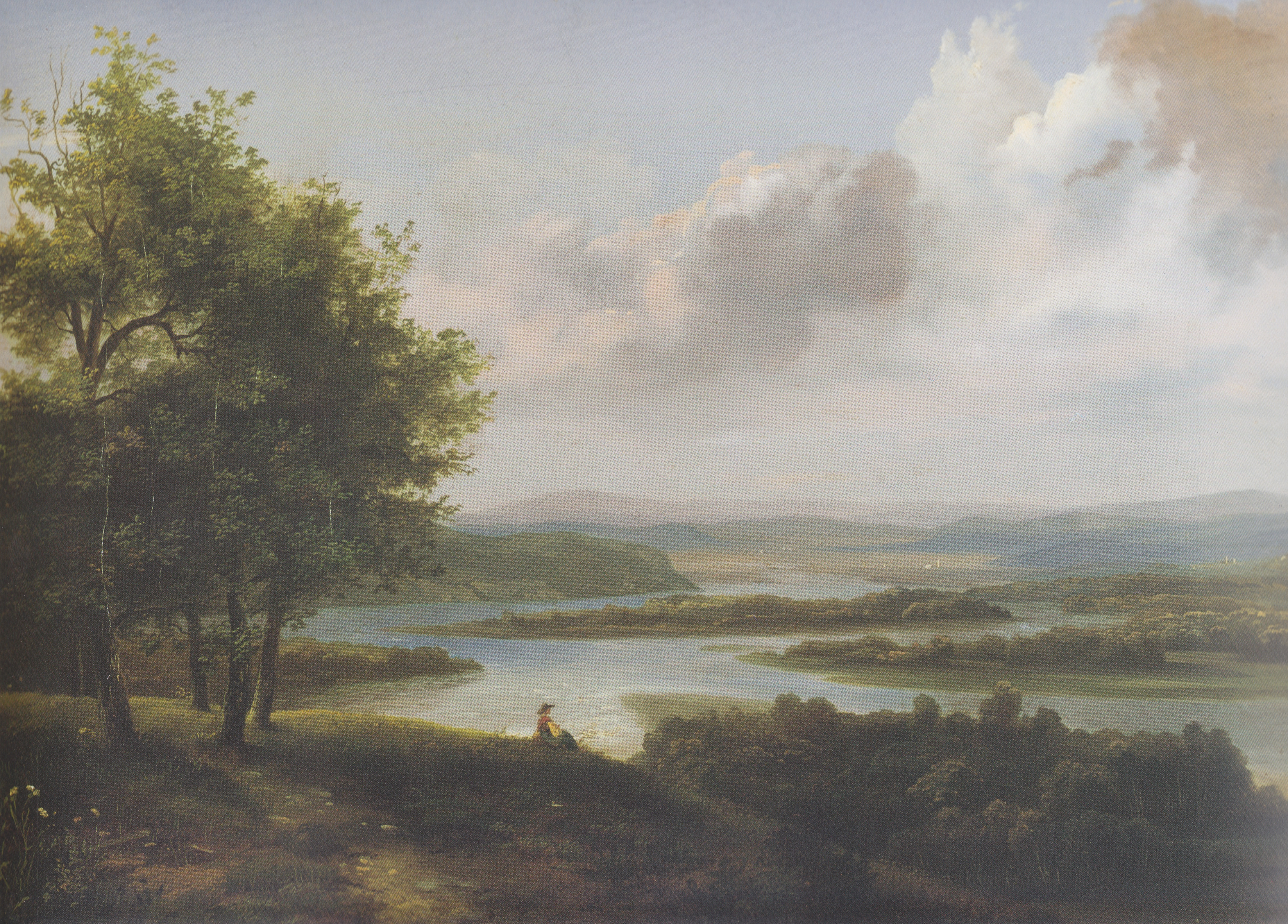
Markus Pernhart: Jauntal bei Völkermarkt, Öl auf Leinwand

- Franz Xaver Luschin (1781–1854), erster slowenischer Erzbischof in Trient, Lemberg und Görz[8]
- Josef Taller (1787–1861), österreichischer Gutsbesitzer und Politiker
- Markus Pernhart (1824–1871), Kärntner slowenischer Landschaftsmaler, besuchte die Schule in Tainach
- Sabine Ladstätter (1968–2024), österreichische Klassische Archäologin, wuchs in Tainach auf

## Sport
- SV Tainach
- Durch das Gebiet der Katastralgemeinde verläuft der Eisenwurzen-Weitwanderweg.